# Lovers on the Sun
Lovers on the Sun is een nummer van de Franse dj David Guetta en de Amerikaanse zanger Sam Martin. Het is de derde single van Guetta's zesde studioalbum Listen. Het is een van de rustigste nummers van David Guetta. Ook is het nummer in de stijl van Avicii, die ook aan het nummer heeft meegeschreven, en hem mede heeft geproduceerd.
Het nummer werd in een aantal Europese landen, waaronder het Verenigd Koninkrijk, een nummer 1-hit. In Guetta's thuisland Frankrijk wist het de 5e positie te behalen. In de Nederlandse Top 40 haalde het de 12e positie, en in de Vlaamse Ultratop 50 de 4e.